# La Face obscure du Soleil
La Face obscure du Soleil est un roman de science-fiction de l'écrivain britannique Terry Pratchett, publié en 1976.
L'œuvre originale, second roman de Pratchett, fut publiée sous le titre The Dark Side of the Sun.

## Synopsis
L'histoire se déroule dans une partie de la galaxie peuplée par 52 espèces différentes, parmi lesquelles se trouvent les humains. Ces espèces se sont développées dans un espace en forme de bulle de quelques dizaines d'années-lumière. Dispersés dans cet espace se trouvent des artéfacts, témoins d'une ancienne race mystérieuse, les « Jokers », éteinte depuis longtemps. Dom Sabalos, un riche héritier, cherche à résoudre cette énigme.